# 延叶凤尾藓
延叶凤尾藓（学名：Fissidens perdecurrens）为凤尾藓科凤尾藓属下的一个种。

## 扩展阅读
- 維基物種上的相關：延叶凤尾藓